# Amerila subvitrea
Amerila subvitrea là một loài bướm đêm thuộc phân họ Arctiinae, họ Erebidae.